# The Crimson Stain Mystery
The Crimson Stain Mystery é um seriado estadunidense de 1916, no gênero suspense, dirigido por T. Hayes Hunter. Um co-produção da Erbograph Company & Consolidated Film Corporation, o seriado foi distribuído pela Metro Pictures Corporation e veiculou nos cinemas de 21 de agosto a 4 de dezembro de 1916. Foi a única produção da Consolidated Film, que foi formada para a sua produção. Entre as produções da Erbograph Company, este foi o único seriado e a primeira produção da companhia.

## Sinopse
Dr. Burton Montrose, um cientista, desenvolveu uma fórmula que ele acredita vai transformar pessoas comuns em gênios. Faz diversas experiências e, para seu horror, descobre que ao invés disso cria ímpios criminosos. O bando resultante de assassinos e ladrões é liderada pelo malvado Pierre de La Rue, também conhecido como Crimson Stain pelos seus olhos luminosos e vermelhos. Ele e sua gangue aterrorizam a cidade de Nova York, mas são perseguidos por Layton Parrish, um detetive, e por Harold Stanley, editor do Jornal Examiner, que jurou vingança pelo assassinato de seu pai. Ajudando Stanley está seu amigo, Robert Clayton, e sua namorada, Florence Montrose, filha do Dr. Montrose. Todos desconhecem que o misterioso Crimson Stain não é outro senão o próprio médico, vítima de suas próprias experiências.

## Elenco
- Maurice Costello – Harold Stanley
- Ethel Grandin – Florence Montrose
- Thomas J. McGrane – Dr. Burton Montrose
- Olga Olonova – Vanya Tosca
- William Cavanaugh – Assistente do Dr.
- John Milton – Layton Parrish
- N.J. Thompson – Jim Tanner
- Eugene Strong – Robert Clayton

## Capítulos

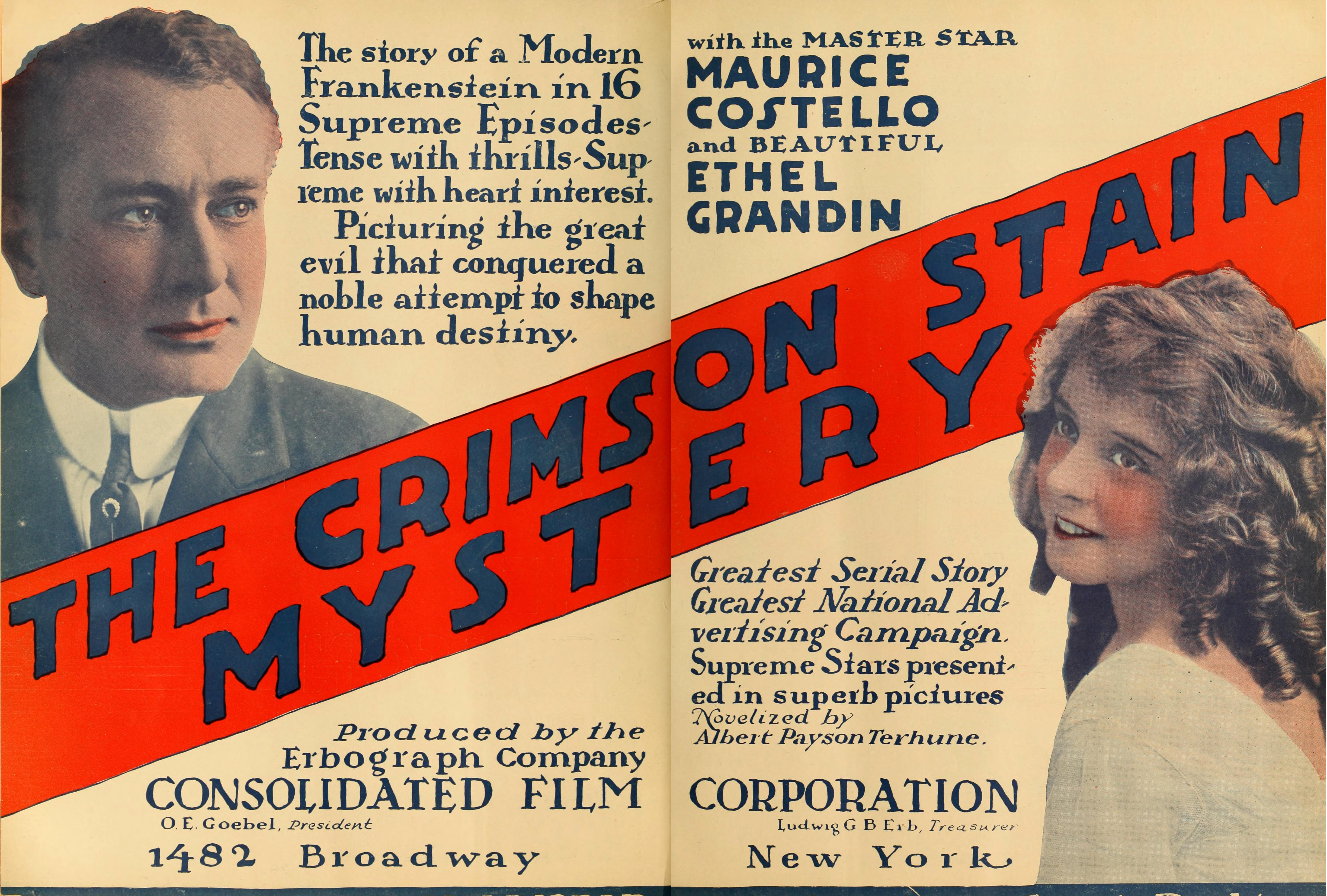
Anúncio do seriado (1916)

1. The Brand of Satan
2. In The Demon's Spell
3. The Broken Spell
4. The Mysterious Disappearance
5. The Figure In Black
6. The Phantom Image
7. The Devil's Symphony
8. In The Shadow of Death
9. The Haunting Spectre
10. The Infernal Fiend
11. The Tortured Soul
12. The Restless Spirit
13. Despoiling Brutes
14. The Bloodhound
15. The Human Tiger
16. The Unmasking

## Lançamento
The Crimson Stain Mystery foi mal recebido quando de sua estreia.